# Colin Gäbel
Colin Gäbel (* 15. Oktober 1976 in Gelsenkirchen) ist ein deutscher Moderator, Redakteur, Netzreporter und Musiker. Bekannt wurde er durch seine Moderation bei GIGA. Seit 2015 ist er als Moderator bei Rocket Beans TV tätig.

## Leben und Wirken
Gäbels älterer Bruder ist der Sänger und Entertainer Tom Gaebel, sein jüngerer Bruder ist der Jazz-Musiker Denis Gäbel. Der vierte Bruder Oliver Gäbel ist Berufspilot.
Er selbst absolvierte 1996 sein Abitur und schloss 2000 sein Lehramtsstudium ab. In den Jahren 2000 bis 2003 war Gäbel als Redakteur der Videospielezeitschrift MAN!AC tätig. Mitte des Jahres 2003 wechselte er als freier Redakteur zur Zeitschrift play the PlayStation, die von der CyPress GmbH veröffentlicht wurde. Im darauffolgenden Jahr war Gäbel freier Autor von Magazinen wie eGames, Consoul und weiterhin der MAN!AC.
Ab dem 5. März 2007 moderierte Gäbel die Sendungen GIGA Games Konsole, 360, Screen und GIGA Games Ingame beim Spartensender GIGA. Nach der Senderübernahme 2008 durch Premiere wurde am 13. Februar 2009 der Sendebetrieb GIGAs aufgrund von Sparmaßnahmen eingestellt. Somit endete auch die Tätigkeit Gäbels für den Sender.
Daraufhin wurde er Moderator der Sendung Play'd und Seen bei dem Internetfernsehsender Bunch TV zusammen mit ehemaligen GIGA-Kollegen wie Etienne Gardé und Viola Tensil. Gemeinsam mit Viola Tensil moderierte er von 2011 bis 2012 die Sendereihe FTW – For the Win auf ZDFkultur zu Competitive Gaming im E-Sport-Bereich.
Anfang 2012 gründete er zusammen mit Tensil den YouTube-Kanal Vorzocker, welcher konzeptuell nah an der Sendung Play'd angelegt ist. Gäbel arbeitete dort bis 2015 als Moderator und Redakteur. Nach einer Anfrage wechselte er zum Internetfernsehsender Rocket Beans TV. Seit Mai 2015 ist er bei Rocket Beans TV Moderator für Spiele- und Talk-Formate, die zum Teil live ausgestrahlt werden. Seit dem 18. November 2016 betreut er die Sendung Game Two als Redaktionsleiter.
Im Jahr 2021 wurde die Folge Was ist der Beste Senf? Das große Senfspezial mit Florentin des von Colin Gäbel produzierten Formats Löffel, Messer, Gäbel mit Florentin Will für den Grimme-Preis nominiert.
Seit dem 3. April 2024 ist er regelmäßig bei Radio Bob als Radio-Moderator zu hören.
Gäbel ist nebenbei Gitarrist und Sänger in der Band Mondo Kane.

## Weitere Moderationen
- Bühnenmoderation Deutscher Computerspielpreis 2009[7]
- Moderation des Plus X Awards für GIGA im Jahre 2008
- Bühnenmoderation der Games Convention 2007